# Чарльз Бендіре
Чарльз Еміль Бендіре (англ. Charles Emil Bendire; 27 квітня 1836 — 4 лютого 1897) — солдат армії США, відомий орнітолог і оолог.

## Біографія
Народився 1836 року як Карл Еміль Бендер у Кеніг-ім-Оденвальді у Великому герцогстві Гессен-Дармштадт. Він був старшим із шести дітей. Бендер навчався вдома до дванадцяти років, потім п'ять років навчався в теологічній школі в Пассі, поблизу Парижа. Карл раптово залишив школу і повернувся додому, а за порадою друга він і його брат Вільгельм Бендер у 1853 році виїхали до Нью-Йорка. Після прибуття вони виявили, що Новий Світ не виправдав їхніх очікувань. Вільгельм Бендер незабаром відплив додому, але впав за борт у морі.

## Військова кар'єра
Після від'їзду брата Бендер вступив на службу до армії Сполучених Штатів 10 червня 1854 року у віці вісімнадцяти років, змінивши ім'я на Чарльз Бендіре.
Бендіре служив протягом п'яти років рядовим, а потім капралом у роті D Першого драгунського полку. Після закінчення служби Бендіре залишив армію на один рік, але знову був зарахований 8 червня 1860 року і був призначений до 4-го кавалерійського полку, де він послідовно служив рядовим, капралом, сержантом і стюардом лікарні, поки 18 травня 1864 року був приведений у звання 2-го лейтенанта. 9 вересня 1864 року його перевели до 1-го кавалерійського полку і він зрештою отримав звання 1-го лейтенанта (за «заслуги за доблесть» у битві біля станції Тревільян під час Громадянської війни в США), а потім до капітана, а потім майора. Пішов у відставку 24 квітня 1886 року по інвалідності під час виконання службових обов'язків.

## Орнітологія
Під час служби Бендір в армії його відправляли в багато місць, часто віддалених, по всій Америці, наприклад, до Вірджинії, Аризони, Вашингтона та Каліфорнії. Бендіре, в основному, воював проти американських індіанців у періоди експансії Сполучених Штатів. Саме під час цих подорожей по Північній Америці він розвинув цікавість до птахів.
Спочатку він надсилав листи зі своїми спостереженнями іншим американським натуралістам, таким як Джоел А. Аллен, Томас М. Брюер, Елліотт Куес і Роберт Ріджвей, які опублікували їх в американських натуралістичних журналах, таких як Bulletin of the Nuttall Ornithological Club і American Naturalist . Однак у 1877 році він почав публікувати статті під своїм ім'ям.
Приватна колекція Бендіра з 8000 яєць лягла в основу колекції яєць у Смітсонівському інституті, тоді відомому як Національний музей США, у Вашингтоні, округ Колумбія. Він зробив нові відкриття щодо міграційних звичок різних птахів і відкрив кілька нових видів, у тому числі пересмішника Toxostoma bendirei, який назвали на його честь.
У 1872 році під час патрулювання в Центральній Аризоні Бендіре вийняв яйце з гнізда канюка строкатохвостого для своєї колекції, перебуваючи під обстрілом розвідника апачів, і безпечно закріпив його в роті, поки не повернувся до табору. Розповідається, що він зламав зуб, намагаючись витягти яйце з рота.
Він також опублікував попередній опис чукучанової риби Deltistes luxatus, в журналі Forest and Stream, коли він перебував у форті Кламат у штаті Орегон. У статті Чарльз описує рибу, що нереститься, а також індіанців модок, які ловили рибу вздовж річки Лост-Рівер.
Бендіре помер 1897 року від хвороби Брайта у віці 60 років
Він похований на Арлінгтонському національному кладовищі в Арлінгтоні, штат Вірджинія .